# Bruno Fiszon
Bruno Fiszon, né le 20 juin 1962 à Metz est vétérinaire et rabbin français. Il est grand-rabbin de Metz et de la Moselle depuis 1997.

## Biographie
Il fait ses études au lycée Fabert de Metz en Moselle.
Il obtient un diplôme de docteur en médecine vétérinaire et d’université en microbiologie (1985). Spécialiste des virus chez les oiseaux, il est membre élu de l’Académie vétérinaire de France.
Rabbin de Thionville de 1991 à 1997, il est nommé grand-rabbin de Metz et de la Moselle depuis 1997,.
Bruno Fiszon a été conseiller auprès du grand-rabbin de France Gilles Bernheim et du président du Consistoire central Joël Mergui pour les problèmes de cacherout et de shehita. À ce titre, il est la principale référence religieuse juive lors de la polémique de 2012 sur l'abattage rituel. Au niveau européen il a participé au projet DIALREL afin de défendre l’abattage rituel en Europe.

## Distinctions
- Chevalier de l’ordre national du Mérite depuis juillet 2007[8],[9].
- Chevalier de la Légion d'honneur depuis juillet 2016[3].

## Publications
- Thèse de doctorat sur l'étude comparative d'orthomyxovirus de mammifères et d'oiseaux, 1990[10]
- Congrès des communautés juives de France (1) Vie juive
- Manger cacher : privilège, droit ou devoir, D. Bloch, P-DG - B. Fiszon, grand-rabbin - A. Guigui, grand-rabbin - P. Moog, LICRA Neuilly - D. Revcolevschi, trésorier - A. Sebban, pdt consistoire, consistoire central, palais des congrès, Paris mars 2012
- Présentation des lois alimentaires juives devant l'Académie vétérinaire de France[11]
- Et Dieu créa l'animal. Livre sur l'animal dans le judaïsme. Éditions Transmettre, 2021[12]